# Cazuza-Saki

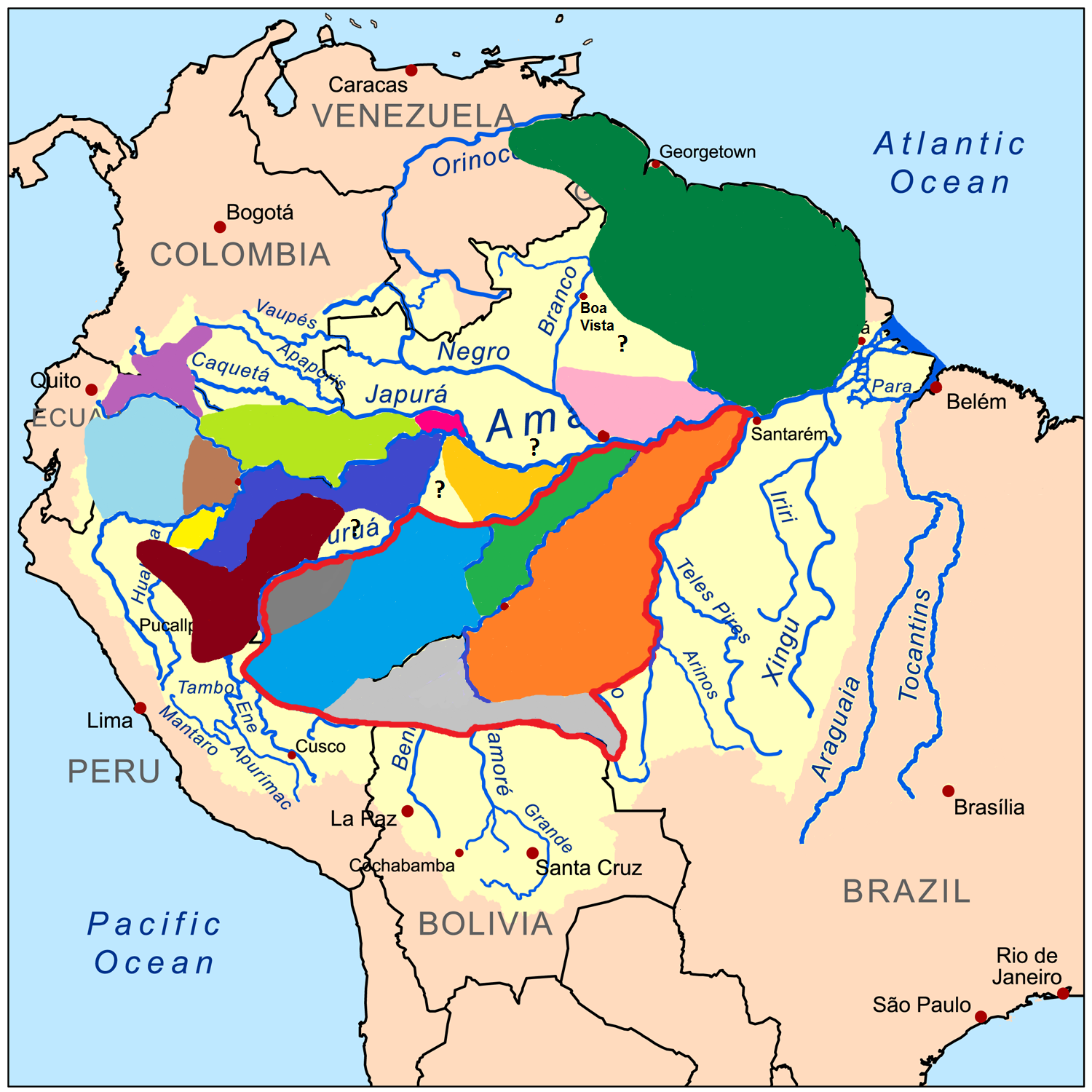
Verbreitungsgebiet der Sakiaffen in Amazonien:
Pithecia cazuzai

Der Cazuza-Saki (Pithecia cazuzai) ist eine Primatenart aus der Gruppe der Neuweltaffen, die in einem kleinen Gebiet im westlichen Brasilien westlich der Mündung des Rio Japurá in den Amazonas vorkommt. Die Art hat das kleinste Verbreitungsgebiet aller Sakis. Sie wurde erst im Jahr 2014 in einer Revision der Sakis neu beschrieben. Der Beschreibung lagen drei Typusexemplare zugrunde, ein ausgewachsenes Männchen sowie ein adultes und ein großes juveniles Weibchen.

## Merkmale
Die Kopf-Rumpf-Länge des untersuchten Männchens des Cazuza-Sakis beträgt 60 cm, die der beiden Weibchen liegt bei 35 bzw. 48 cm. Der Schwanz des Männchens ist 30 cm lang, die Schwänze der Weibchen erreichen Längen von 43 bzw. 49 cm. Pithecia cazuzai ähnelt am meisten Pithecia hirsuta, dessen Verbreitungsgebiet sich westlich anschließt. Wie alle Sakis hat der Cazuza-Saki ein zotteliges, raues Fell, das schwärzlich aber verursacht durch teilweise weiße Haarspitzen etwas heller ist als das von Pithecia hirsuta. Die Aufhellung ist bei den Männchen deutlicher ausgeprägt als bei den Weibchen. Hände und Füße der Affen sind mit kurzen weißlichen, etwas angegrauten Haaren bedeckt. Das unbehaarte Gesicht ist von einem grauen Haarkranz umgeben. Die nackte Gesichtshaut ist überwiegend schwarz, bei Weibchen und Jungtieren ist die Region unmittelbar über den Augen und die Augenlider unpigmentiert oder rosig. Entlang der Lippen erstrecken sich schmale weiße Haarbänder, ein Merkmal das bei Pithecia hirsuta fehlt.

## Systematik
Der Cazuza-Saki wurde erst 2014 in einer Revision der Sakis durch Laura K. Marsh beschrieben und nach dem brasilianischen Primatologen José de Sousa e Silva-Júnior (genannt ‘Cazuza’) benannt, der lange Zeit als Kurator für Säugetiere in einem Museum in Belém gearbeitet hat. Pithecia cazuzai wurden vorher dem Kahlgesichtigen Saki (Pithecia irrorata) zugerechnet.